# Fritz Glas
Fritz Glas (* 13. Oktober 1884 in Frankfurt am Main; † im 20. Jahrhundert) war ein deutscher Ingenieur und Mitglied des Provinziallandtages der Provinz Hessen-Nassau.

## Leben
Fritz Glas war von 1916 an als Ingenieur und technischer Eisenbahnbeamter in Frankfurt am Main beschäftigt, engagierte sich politisch und wurde Mitglied der Deutschen Demokratischen Partei. In den Jahren von 1922 bis 1925 hatte er für den Abgeordneten Max Gehrke ein Mandat für den Nassauischen Kommunallandtag des preußischen Regierungsbezirks Wiesbaden bzw. für den Provinziallandtag der Provinz Hessen-Nassau, wo er Vorsitzender des Beamtenausschusses war. 
1929 kandidierte er ohne Erfolg für den Nassauischen Kommunallandtag.